# Château de Hautségur
Le château de Hautségur, tour de guet au XIIe siècle, en partie démoli durant les guerres de Religion et rebâti au XVIe siècle, est un château privé situé à Meyras, en France.

## Localisation
Le château est situé 970 impasse de Hautségur sur la commune de Meyras, dans le département français de l'Ardèche. Hautségur surplombe la vallée de l’Ardèche et fait face au hameau de Barutel qui se trouve sur la rive droite de celle-ci.

## Historique
L'édifice est inscrit à l'Inventaire des monuments historiques en 1937. Inhabité pendant de nombreuses années, il a appartenu à divers propriétaires jusqu’à son rachat, en février 2010, par Patricia Demangeon qui s’emploie, depuis, à le faire revivre et à lui redonner son aspect initial.
Autrefois dénommé Ruppesegura (Armorial du Vivarais) (XVIe siècle), Altasegura (Mazon), au XVIIe siècle, Rochesegure, Rochesure (Registres paroissiaux, 1668), au XVIIIe siècle Haut Segure (Carte de Cassini) son emplacement au-dessus de la vallée de l’Ardèche, en fit un poste de guet d’importance stratégique.
Hautségur est placé sur le tracé d’une antique voie romaine qui reliait Meyras à la station thermale de Neyrac, déjà connue et appréciée des Romains. En effet, jusqu’à l’ouverture de la grande route d’Alès au Puy, par Aubenas, (actuelle N102) et celle desservant Burzet et la vallée de la Bourges (actuelle départementale 536), Meyras était un nœud de communications important, et le seul point de passage entre les vallées de la Bourges, de la Fontaulière, du Lignon et de l’Ardèche, par lequel transitait tout le trafic entre le Bas-Vivarais et la montagne. Les Romains y établirent même un camp avancé à Champagne (Campus Montispodis) pour surveiller l’accès aux défilés de la montagne.
L’édifice initial n’a pas subi de transformations trop dommageables et reste un témoin d’architecture militaire de grande qualité dans la région.
Les origines de Hautségur sont encore mal connues. Il est vraisemblable que, comme pour la plupart des châteaux forts, il dut évoluer entre le XIIe siècle (ou peut-être même avant) et le XIVe siècle à partir d’un donjon central qui avait au départ un rôle défensif. Tous les châteaux des environs sont en effet bâtis selon ce principe, que ce soit celui de Ventadour, celui d’Aubenas, de Vogüé ou encore de Largentière. Tous comportent, à la base, un donjon massif auquel on accédait par des dispositifs amovibles en bois situés à l’étage. Ces constructions évoluèrent par ajouts successifs, généralement plusieurs tours avancées qui furent reliées entre elles par des murs appelés courtines. Cette évolution permettait d’agrandir la construction qui pouvait ainsi provisoirement abriter les paysans des alentours venus, en cas de conflit, se retrancher avec leurs animaux (d’où le nom de « basse-cour ») à l’intérieur des remparts. Le seigneur et sa famille, quant à eux, se réfugiaient à l’abri du donjon qui servait aussi à protéger le trésor mais surtout les réserves de semences précieusement conservées d’une année sur l’autre pour éviter les famines et faire la soudure. Plus tard, les châteaux évoluèrent pour devenir de véritables lieux de vie, se dotant de larges ouvertures qui permettaient de faire entrer la lumière, de cheminées et d’escaliers pour relier les différents étages et, lorsque les ressources du seigneur étaient suffisantes, de pièces d’apparat destinées à recevoir, voire à impressionner ses hôtes ou ses sujets.

### La famille de Langlade
La famille de Langlade, qui a joué un rôle important dans l’histoire de Meyras, et de Hautségur en particulier, est documentée dès 1414 avec un Jean de Langlade, damoiseau.
- En 1498, on trouve un Gabriel de Anglata, notaire à La Souche. Le notariat était un bon moyen de s’enrichir et d’accéder à la noblesse de robe, sinon d'épée.
- En 1564, on a connaissance d’un Langlade, seigneur de Trescol, établi à Nîmes. Un Jean de Langlade reçut du sénéchal de Nîmes des lettres patentes qui le faisaient jouir des privilèges de la noblesse, avec permission de porter dague et épée[7].
- En 1568, Gilbert III de Lévis, duc de Ventadour, confie la garde de son château à François de Langlade, sieur de Laval et de Sanilhac, habitant Jaujac, protestant. Bien que lui-même catholique, il le nomme « rentier général »[N 3], charge de confiance que ce dernier assura jusqu’à son décès en 1597. Pendant ces 29 années, François s’enrichira considérablement, acquérant Hautségur et La Croizette (Meyras) et devenant seigneur des Eperviers (Saint-Cirgues-en-Montagne), qu’il acquit par achat auprès de Gilbert de Ventadour, le 13 décembre 1591. À cette époque, François de Langlade est dit « noble » car, comme nous l’avons vu, cette noblesse lui avait été conférée dès 1564 mais c’est l’acquisition de la terre et de la seigneurie des Eperviers qui lui permit d’en adopter les armoiries.

Cette cession ne sera cependant définitivement acquise aux Langlade qu’après le versement d’une soulte de 3 000 livres, ce qui se fera, non avec Gilbert de Ventadour, mort entretemps, mais avec son fils, Anne de Lévis-Ventadour, le 8 mai 1593.
- 1597 : mort de François de Langlade. Son fils et héritier, Jean de Langlade continue d'assurer les fonctions de son père au château de Ventadour. C’est ce même Jean dont le nom est mentionné sur le linteau daté de 1598, déplacé dans la Grand’Rue de Meyras. Le linteau est réputé provenir du château de La Croizette, rasé, selon les Commentaires du Soldat du Vivarais, en 1626[9].
- 1625 : Le 27 mai 1625, le fils de Jean, Scipion de Langlade vent les rentes de plusieurs de ses propriétés (La Blachière, Trescol…) à Antoine Tailhand, notaire.
- 1626 : Lors des affrontements entre catholiques et protestants, le château de La Croizette, qui appartenait aux Langlade, protestants, est rasé par le sieur des Alras, catholique[N 4]. Ce château était sans doute plus une maison forte qu’un « château » proprement dit et ne devait pas être aussi bien défendu que  Ventadour ou même Hautségur.
- 1655 : Suivant contrat signé au château du Villard (ou des Villards) le 4 juillet 1655, devant Laffare, notaire à Saint-Cirgues-en-Montagne, demoiselle Marie de Langlade d’Hautségure[N 5], fille de Scipion, baron des Éperviers, et de Louise de Teyssier des Alras[N 6], épouse Claude de Chanaleilles[N 7], seigneur des Villards. Elle aurait apporté en dot le château de Ventadour à Claude de Chanaleilles, ainsi que la seigneurie des Eperviers. Avant Scipion, il n’est jamais dit que les Langlade aient été propriétaires de Ventadour. Que s’est-il passé ? En tout cas, pour que Marie de Langlade d’Hautségure transmette Ventadour à son époux, c’est qu’elle avait dû en hériter de son père, Scipion, à un moment ou à un autre.
- 1680 (vers) : Marie-Anne de Langlade, fille de Paul de Langlade, dernier de son nom et d’Aimée de Bonneval, épouse Annet-François de Chanaleilles, seigneur de la Croze. Faut-il voir dans ce nom une autre forme pour La Croizette ? Si oui, le château (maison-forte) existait donc encore en 1680, à moins qu’il ne s’agisse plus que des terres et des droits y afférents…
- 1682 : Paul de Langlade demande à être inhumé en l’église de Meyras.
- 1752 (20 juin) : Les Chanaleilles, derniers héritiers des Langlade, vendent le château de Hautségur  à Jean Neyrand, docteur en droit. Ses descendants le conservèrent jusqu’en 1892.

Depuis lors, de nombreuses familles se sont succédé à Hautségur, le château est resté partagé entre plusieurs propriétaires pendant plusieurs siècles, l’année 2012 aura permis sa « réunification », ce qui lui vaudra d’être enfin rétabli dans son ancienne splendeur.

## Description

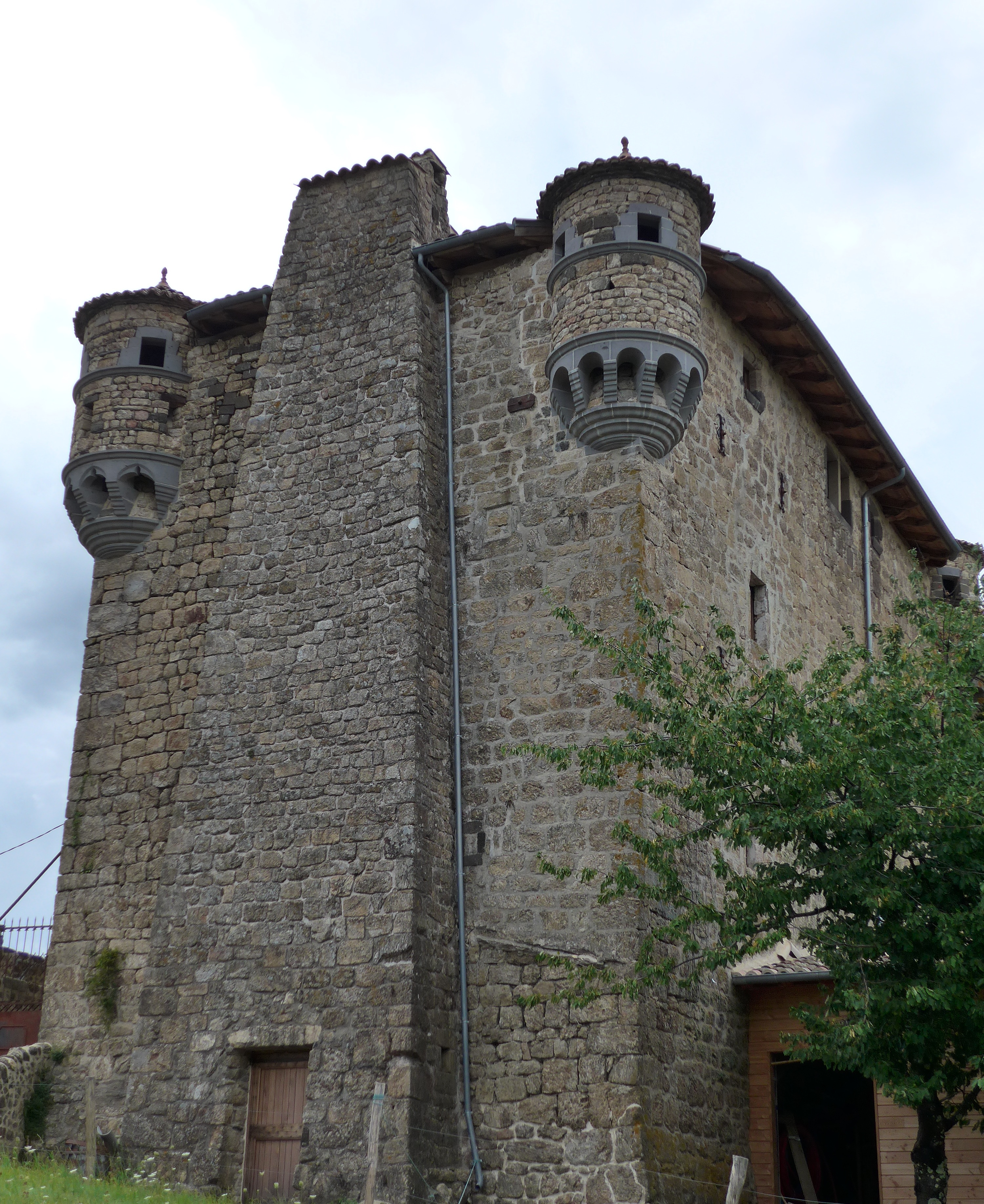
Chateau de Hautségur.

Le château se compose d’un massif corps carré, flanqué d’une tour ronde à l’ouest et d’une tourelle d’escalier qui dessert les étages. Les quatre angles du massif carré sont flanqués d'un dispositif défensif, quatre poivrières soutenues par de curieux corbeaux en vaugnérite.
Au rez-de-chaussée s’ouvre une vaste pièce voûtée d'environ 100 m2, qui constitue la base du donjon. Sa première destination dut être celle d’une « salle d’hommes » où se tenaient les défenseurs du château. Elle fut par la suite transformée en cuisine avec l’adjonction d’une vaste cheminée qui en occupe le mur du fond.
De cette salle, on peut de nos jours accéder à l’escalier à vis bâti autour d’un pilier central qui dessert les deux étages d’appartements et donne accès au vaste grenier et au belvédère. Mais cette porte ne devait pas exister au début, pas plus d’ailleurs que celles placées de part et d’autre de la vaste pièce. En effet, la communication entre la « salle d’hommes » et l’escalier a été percée en 1597, comme l’indique la date gravée sur le linteau (13 1597 DE). Une autre date, au-dessus de la porte de gauche donnant accès à la grande salle du 1er étage, indique, elle : 1598 20 AOUST (20 août 1598).
L’accès aux étages se fait donc par l’escalier à vis auquel on aborde de l'extérieur par un portail décoré qui est, avec les cheminées, la plus belle pièce sculptée du château.
Ce portail surprend par son ornementation et l’inscription qui y figure. Sur le linteau, inspiré de l’antique, en vogue à la Renaissance (pilastres cannelés soutenant, par le biais de chapiteaux carrés, un entablement décoré de motifs floraux encadrés de triglyphes), une inscription latine est gravée dans un cartouche :
NISI ¤ DOMINUS AEDIFICAVEIT ¤ DOMUM
IN VANUM ¤ LABORAVERUNT QVI AEDIFICA(N)T EAM »
Il s’agit d’une citation du Psaume 126 de la Bible et peut se traduire ainsi :
« Si ce n’est au nom du Seigneur qu’a été bâtie cette maison,
ceux qui l’ont édifiée ont travaillé en vain. »
Au bas et à gauche du linteau, dans l’étroite marge réservée sous le cartouche, se lit aussi en chiffres romains :
M CXXVI
qui est sans doute la référence du verset et non une date comme cela a souvent été avancé.
Le style et la phrase de ce linteau sont à rapprocher de celui de la Grand’ Rue de Meyras, seul souvenir du château de La Croisette (ou La Croizette), rasé en 1623 ; il est tout à fait dans l’esprit de la Réforme protestante dont la famille de Langlade était partisane.[réf. nécessaire]
Le texte de ce dernier, en latin, est lui aussi inspiré de la Bible (Psaumes 31:30 et 71 :70) :
IN TE DOMINE SPERAVI
NON CONFUNDAR IN AETERNUM
IOA(NIS) ANGLADIS MDXCVIII
DEDIT AETATIS SUAE
Il se traduit ainsi :
En toi, Seigneur, j’espère
Que jamais je ne sois confondu
Jean Anglade, 1598
Je te confie ma vie et mon bien.
Comme on le voit dans la section historique, Hautségur fut acquis par François de Langlade entre 1568 et 1597. Ce n’était alors qu’une fruste tour de guet surveillant la route de Meyras à Neyrac. C’est lui, ou plutôt son fils Jean, devenu seigneur des Eperviers, qui dut entreprendre les ambitieuses transformations dans le goût de la Renaissance en ajoutant deux étages nobles reliés par un escalier à vis.
Les premiers escaliers à vis, dont l’archétype est celui de Saint-Gilles, remontent au XIIe siècle mais la plupart ne sont pas antérieurs à la Renaissance et suivirent la mode importée d’Italie après les campagnes de François Ier. L'escalier de Hautségur est d’un travail remarquable et son état de conservation est stupéfiant.
Il donne accès, au 1er étage, aux deux grandes salles d’apparat dont les plafonds ont laissé apparaître, après gommage de la suie, des traces d’un décor raffiné à la peinture rouge. À chaque extrémité des salles sont disposées deux cheminées de style Renaissance dont le décor, légèrement différent de l’une à l’autre, rappelle cependant le portail de l’escalier.
Si l’inscription du portail se lit et se transcrit assez facilement, il en est une autre de sept lignes, en écriture gothique, gravée sur un écusson encastré dans la face nord de l’échauguette ouest, dont la lecture est nettement plus problématique. Selon M. A.V.J. Martin, les caractères gravés sur cette pierre seraient les suivants :
… OST
FECIT DOMV
DEIFOA
RIESVAIOM
ARINUSQV
ODFAVST
VSIET
Pour les deux premières lignes (le début de l'inscription est lacunaire car la pierre est abîmée dans l’angle gauche) il propose :
- … OST FECIT DOMUM : « … OST (serait la fin d’un nom propre)  a fait cette maison »
Renonçant à interpréter les trois lignes intermédiaires, il propose, pour la fin de l’inscription :
- QVOD FAUSTUM STET : « qu’elle demeure heureuse ».
N’ayant pas été nous-mêmes en mesure, malgré l’équipement photographique dont nous disposons, d’obtenir un cliché suffisamment net pour confirmer ou infirmer la transcription donnée par cet auteur, nous ne contesterons pas cette lecture.
La vis d’escalier se termine en un élégant dispositif « en parasol » ou « en palmier » qui s’évase à partir d’une colonnette tronconique supportant un chapiteau de même style que le portail ou les cheminées, dispositif que l’on trouve rarement aussi bien conservé (nous en avons vu un très semblable lors d’une visite privée au château du Bruget à Jaujac. Un autre dispositif du même genre termine l’escalier à vis de l’hôtel Noël Albert à Viviers.